# Festival mondial de la terre
Le Festival Mondial de la Terre est organisé chaque année depuis 2005 par l'association Terralliance, dans une démarche décentralisée proche de celle du Forum social mondial.
Deux enjeux principaux du développement durable ont motivé la création du Festival Mondial de la Terre : l'écologisme et la solidarité.
Ce festival se propose de fédérer et de mettre en valeur des initiatives existantes en faveur du développement durable, de créer des synergies et des liens entre leurs acteurs pour optimiser leur retentissement sur le terrain.
Puisque c'est de la Terre dans sa globalité qu'il s'agit, les organisateurs ont décidé de consacrer au festival 7 jours complets pendant lesquels tous les acteurs potentiels sont invités à créer des évènements spécifiques, 7 jours pour prendre conscience des enjeux qui pèsent sur la planète. Si les actions nationales trouvent toute leur justification, la vitesse et l'ampleur des phénomènes actuels (pollutions, réchauffement du climat, catastrophes météorologiques ...) incitent à des prises de conscience et des actions concertées au niveau planétaire.
Le Festival de la Terre est essentiellement basé sur la mobilisation citoyenne, c'est une manifestation populaire qui invite chacun à devenir acteur. Chaque association, école, collectivité, entreprise est ainsi invitée à marquer son engagement envers la planète en créant des actions en lien avec les 7 journées du Festival,    
Le Festival Mondial de la Terre se propose d'agir du local au planétaire pour : 
- sensibiliser les opinions nationales et internationales aux enjeux environnementaux et humains actuels
- réunir les divers acteurs nationaux et mondiaux déjà engagés dans ces domaines
- agir localement et au niveau planétaire en faveur de la protection de la planète et de la solidarité
- créer des synergies à tous niveaux et favoriser l'émergence de solutions novatrices pour l'avenir

Les éditions 2005, 2006 et 2007 du Festival ont confirmé la rapide montée en puissance du Festival.
318 évènements ont été mis en ligne par des écoles, associations ou collectivités dans 37 départements de l'hexagone en 2006. Lille, Rouen, Paris, Metz, Grenoble, Nice, Montpellier, Pau, Perpignan, Béziers, Toulouse, Bagnères-de-Bigorre, La Rochelle, Bordeaux, Chartres, Orléans, Fontainebleau. ...ont créé des conférences de sensibilisation, des expositions pédagogiques, concerts de musique du monde ...et des actions de nettoyage.

## Bilan du l'édition 2006

### En France
- 37 départements ayant créé des évènements durant la semaine du Festival
- 15 grandes villes participantes
- 25 villes moyennes et villages
- 318 évènements à travers l'hexagone

#### Les acteurs qui se sont engagés
- 5 mairies de grandes villes : 
  - Paris, Rouen, Toulouse, Lille, Lyon
- 200 associations au niveau national
- 20 entreprises partenaires du Festival
- 250 bénévoles au niveau national

#### Les actions qui ont été entreprises
- des actions collectives de nettoyage
- de nombreuses conférences et tables rondes
- des villages associatifs sur les thèmes du Festival
- plus de 50 concerts pour la Terre dans l'hexagone
- des spectacles de théâtre
- des expositions artistiques
- une marche de solidarité envers la planète

#### Le public touché en France
- 50 000 visiteurs adultes ayant participé directement
- 50 000 enfants sensibilisés
- 25 000 visiteurs sur le Web
- le public sensibilisé par les médias

#### Les relais médias
- 30 000 affiches diffusées
- 50 000 jeux Coccinelle en diffusion gratuite
- 80 articles de presse nationale et locale
- de nombreux spots radio
- passages sur des TV régionales

#### Les produits dérivés du festival
- T-shirts du Festival
- CD 13 titres de musiques du monde
- l'hymne du Festival en Espéranto
- série 7 cartes postales des journées à thème
- banderoles du Festival
- ouvrage " Ensemble, sauvons notre planète " (Trédaniel)

### Au niveau Mondial
- 24 pays ayant organisé leur propre Festival
- 5 pays avec site internet dédié au Festival
- 600 évènements au total organisés sur les 5 continents
- 200 000 personnes touchées par le Festival (hors France)
- des échanges de dessins entre écoles françaises et africaines

## Bilan de l'édition 2007
L'édition 2007 du Festival de la Terre s'est tenue du 18 au 24 juin. 
Son thème central était "Les Solidarités".
L'évènement principal pour la France a eu lieu au Parc de Bercy à Paris.
Le parrain du Festival Mondial de La Terre 2007 était Marc Jolivet, écologiste convaincu, président d'une association écologiste militante.
30 villes et villages de France ont organisé des évènements tels que conférences, tables rondes, expositions, projections, villages associatifs et concerts.
Environ 250 associations ont été impliquées dans le Festival 2007, près de 100 000 adultes et autant d'enfants ont été sensibilisés aux messages du Festival.
L'opération TERRE d'ECRITURES va se propager au niveau national dès 2008, avec le soutien des grands éditeurs nationaux.
Une communauté mondiale des Gardiens de la Terre est en gestation et va voir le jour dès 2008.
Comme pour les autres années, de nombreux autres pays ont participé au Festival Mondial de la Terre 2007.
La Suisse qui a organisé un grand Festival de la Terre à Lausanne, accueillant près de 20 000 personnes, le Canada, le Chili, le Togo, le Burkina Faso, l'Argentine, etc.

## 2008
20 pays ont créé des événements.
En suisse, le Festival de la Terre est le 1er festival reconnu comme "Activité de la Décennie pour l'éducation en vue du développement durable" par la Commission suisse pour l'UNESCO.

## 2009
La Cinquième édition, tenue du 12 au 28 juin 2009, compte 20 pays participants.
En France 96 évènements ont été proposés sur le territoire.

## Comité de soutien
Le Festival Mondial de la Terre est porté par des personnalités de renom engagées en faveur de la protection de la planète: Edgar Morin, Pierre Rabhi, Jean-Marie Pelt, Yann Arthus-Bertrand, Nicolas Vanier œuvrent au sein du comité de soutien afin que cet évènement national et mondial puisse être pérennisé.